# Torresiropa spaldingi
Torresiropa spaldingi är en snäckart som först beskrevs av Brazier 1876.  Torresiropa spaldingi ingår i släktet Torresiropa och familjen Rhytididae. Inga underarter finns listade i Catalogue of Life.